# Aloe claviflora x pratensis
Aloe claviflora x pratensis é uma espécie de liliopsida do gênero Aloe, pertencente à família Asphodelaceae.